# Simpang Tutup
Simpang Tutup is een bestuurslaag in het regentschap Kerinci van de provincie Jambi, Indonesië. Simpang Tutup telt 531 inwoners (volkstelling 2010).